# Gelastorhinus taeniata
Gelastorhinus taeniata är en insektsart som först beskrevs av Jean Guillaume Audinet Serville 1838.  Gelastorhinus taeniata ingår i släktet Gelastorhinus och familjen gräshoppor. Inga underarter finns listade i Catalogue of Life.